# John Edwards (musicista)
John Edwards, detto Rhino (Londra, 9 maggio 1953), è un musicista inglese, attualmente bassista della rock band inglese Status Quo.

## Biografia
Cominciò a studiare musica classica sin da bambino e, dedicatosi in particolare all'apprendimento del violino, all'età di undici anni riuscì a finanziare i suoi studi ottenendo una borsa presso il prestigioso London College of Music.
Superata l'adolescenza, decise tuttavia di coltivare sempre più interessi musicali di diverso genere perfezionandosi nello studio del basso elettrico e della chitarra. Entrò a far parte di diverse rock band (The Sunday Band nel 1972, Rococo nel 1975, The Spam Band nel 1976) ma per assaporare il successo dovette attendere il 1977, quando, insieme ai francesi Space, guadagnò le Top ten inglesi dei single con il brano Magic Fly.
Ormai conosciuto e rinomato, continuò ad esibirsi quale session man nelle produzioni di altri artisti collaborando soprattutto con Peter Green, storico fondatore dei Fleetwood Mac.
Nella prima metà degli anni ottanta, fu membro della Judie Tzuke band, Climax Blues Band, Dexys Midnight Runners e fece anche parte della band della popolare cantante pop Kim Wilde.
Visse la svolta decisiva della sua vita artistica nel 1985, quando conobbe Rick Parfitt, cantante-chitarrista della rock band inglese Status Quo, che lo chiamò per le registrazioni del suo album da solista “Recorded Delivery”.
Alla fine dello stesso anno, riuniti i disciolti Status Quo, 'Rhino' venne convocato quale nuovo bassista della band per sostituire il mitico Alan Lancaster, nel frattempo fuoriuscito per violente incomprensioni con il resto del gruppo.
Da allora è il bassista, terza chitarra e voce aggiunta del longevo gruppo inglese, anche se, di tanto in tanto, non disdegna produrre lavori solisti o dar vita a progetti con altre band.
Oggi, 'Rhino' è anche membro dei Woodez (basso e voce), gruppo completato con due dei suoi figli Freddie "Scratch" Edwards, e Max "Boff" Edwards. È altresì bassista della Rhino's Band.
Sposato con Katy, ha in tutto tre figli e vive a sud di Londra.
L'appellativo di ‘Rhino’ nacque nei primi anni ottanta quando faceva parte della Judie Tzuke band, datogli dai compagni per la goffaggine e le dimensioni del naso.

## Lo stile
Bassista energico e vigoroso, nella esecuzione dello strumento Edwards riesce nel contempo a coniugare potenza e ricercatezza.
Estremamente vitale e spregiudicato sul palcoscenico, è riuscito nella gravosa prova di non far rimpiangere Alan Lancaster, membro fondatore degli Status Quo di cui prese il posto nel 1985.

## Collaborazioni
- Peter Green
- Climax Blues Band
- The Kim Wilde Band
- Dexy's Midnight Runners
- Judie Tzuke

## Discografia

### Rhino's Band
- 2000 - Rino's Revenge

### Album in studio con gli Status Quo
- 1986 - In the Army Now
- 1988 - Ain't Complaining
- 1989 - Perfect Remedy
- 1991 - Rock 'Til You Drop
- 1994 - Thirsty Work
- 1996 - Don't Stop
- 1999 - Under the Influence
- 2000 - Famous in the Last Century
- 2002 - Heavy Traffic
- 2003 - Riffs
- 2005 - The Party Ain't Over Yet
- 2007 - In Search of the Fourth Chord
- 2011 - Quid Pro Quo
- 2013 - Bula Quo!

### Live con gli Status Quo
- 1992 - Live Alive Quo
- 2006 - Just Doin' It! Live
- 2009 - Pictures - Live at Montreux 2009
- 2010 - Status Quo Live at the BBC

### Raccolte con gli Status Quo
- 1990 - Rocking All Over the Years
- 1997 - Whatever You Want - The Very Best of Status Quo
- 2001 - Rockers Rollin' - Quo in Time 1972-2000
- 2004 - XS All Areas - The Greatest Hits
- 2008 - Pictures: 40 Years of Hits